# Liriomyza montis
Liriomyza montis este o specie de muște din genul Liriomyza, familia Agromyzidae, descrisă de Spencer în anul 1986.
Este endemică în Colorado. Conform Catalogue of Life specia Liriomyza montis nu are subspecii cunoscute.